# Henri Epstein
Henri Epstein (* 1891 in Łódź, Russisches Kaiserreich; † 1944 wahrscheinlich im KZ Auschwitz) war ein polnischer Maler, Plakatmaler und Grafiker jüdischer Abstammung, in Frankreich tätig, Mitglied der École de Paris.

## Leben
Epstein verlor im Alter von drei Jahren seinen Vater und wurde von seiner Mutter erzogen. Er begann Zeichnung und Malerei in der Zeichnungsschule Jakob Katzenbogen in Łódź zu lernen.
1910 setzte er sein Studium bei der Akademie der Bildenden Künste München fort, seit 1912 studierte er in Paris an der Académie de la Grande Chaumière.
Während des Ersten Weltkrieges meldete er sich freiwillig bei der polnischen Armee.
Nach dem Krieg blieb er im Kreis der Pariser Maler der Avantgarde, die sich im Rundbau La Ruche am Montmartre trafen, war u. a. mit Amedeo Modigliani, Chaim Soutine, Marc Chagall, Jules Pascin und Maurice Utrillo befreundet. Seit 1921 nahm er an den Pariser Salons teil.
Henri Epstein malte Stillleben, Akte, Genrebilder und Landschaften. Er beschäftigte sich auch mit der Buchgestaltung und Plakatmalerei.
Vor 1939 erwarb er einen Bauernhof in Épernon. Während des Zweiten Weltkrieges lebte er dort im Versteck, wurde jedoch am 23. Februar 1944 festgenommen, im Sammellager Drancy gefangengehalten und am 7. März 1944 wahrscheinlich nach Deportation in das KZ Auschwitz in den Tod gebracht.

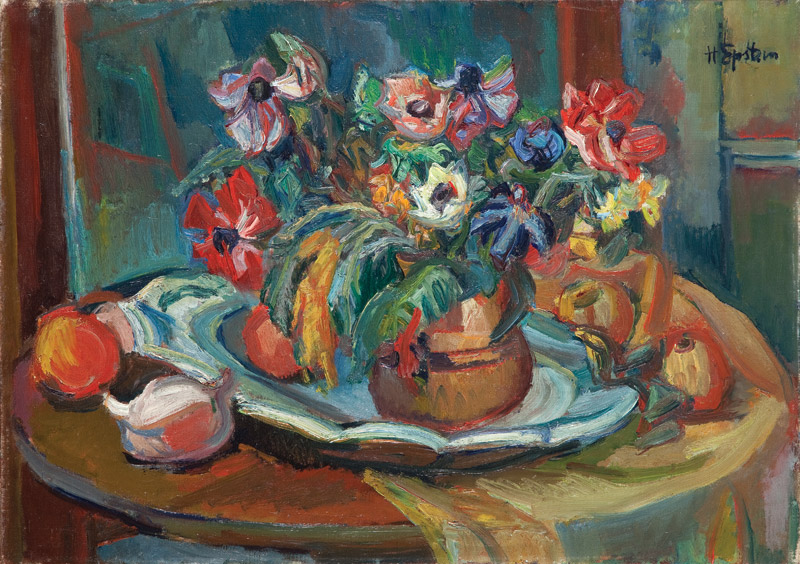
Stillleben mit Blumen
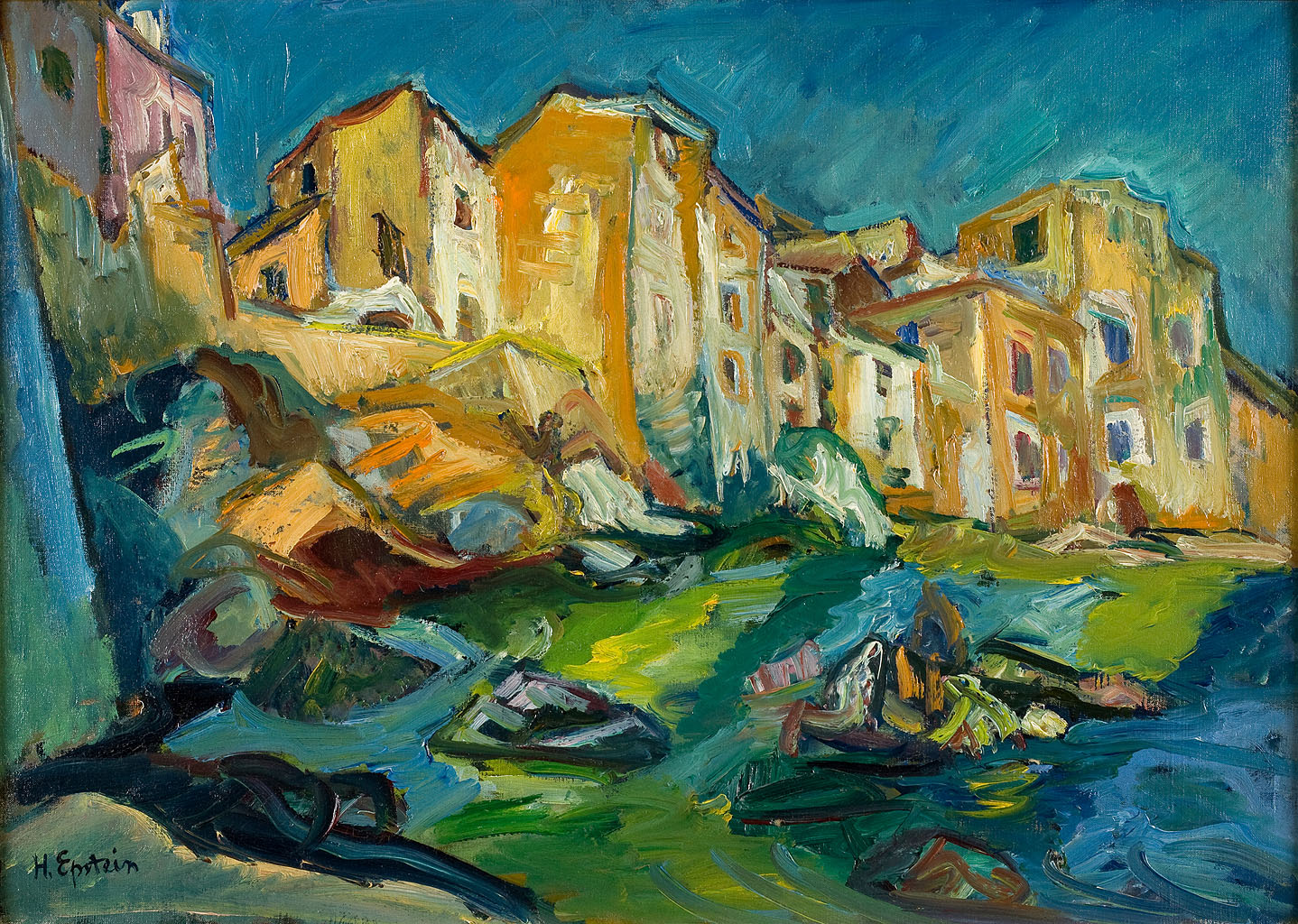
Landschaft
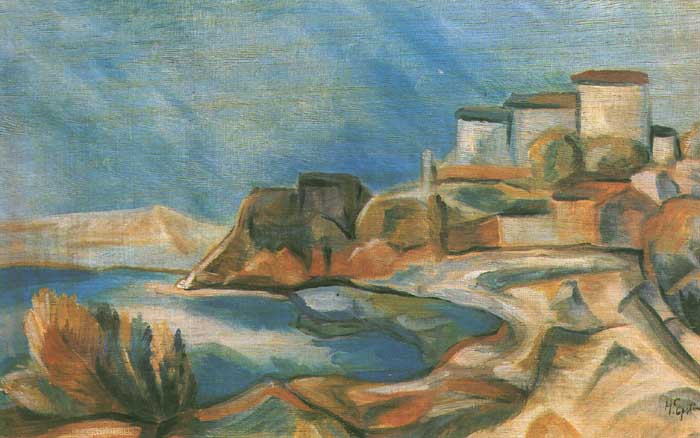
Südliche Landschaft
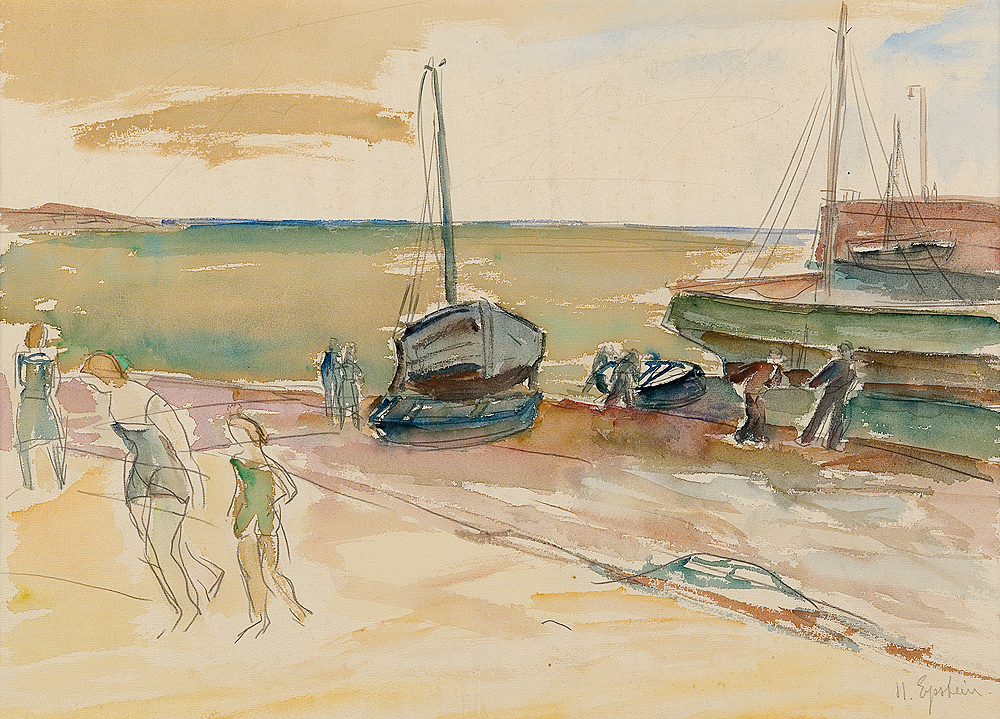
Boote auf dem Strand
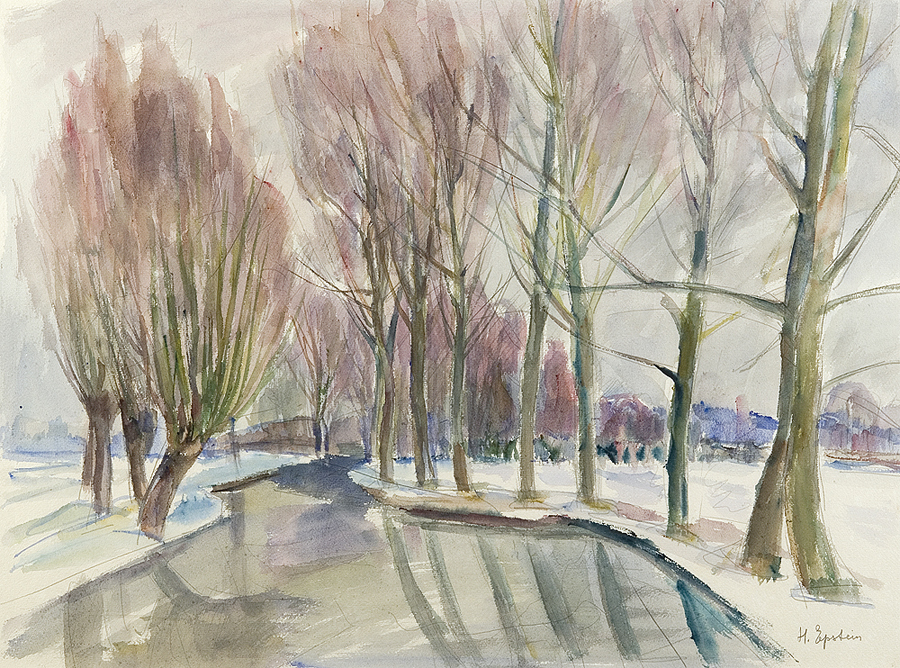
Winterlandschaft